# House of Hummingbird
House of Hummingbird (en hangul: 벌새; RR: Beolsae; lit. 'Colíbrí') es una película dramática surcoreana de 2018, escrita y dirigida por Kim Bora, y protagonizada por Park Ji-hoo, Kim Sae-byuk, Jung In-gi, Lee Seung-yeon y Park Soo-yeon.

## Sinopsis
Corea, 1994. El Sur está sumido en la fiebre de la Copa Mundial de fútbol, mientras que el Norte llora a su dictador recién fallecido. Eun-hee registra todo esto solo de pasada. A la deriva a través de sus días en Seúl, esta estudiante de octavo curso se siente como una extraña en todas partes: en la escuela, donde sus compañeros de clase la aburren incluso más que el trabajo escolar, y en casa, donde sus padres siempre están peleando entre sí y su hermano la maltrata e incluso la golpea. Intenta enamorarse, tiene que ir al hospital, sola, después de una biopsia no concluyente, y tiene una pelea con su mejor amiga, pero nada la conmueve con la misma intensidad inesperada que cuando una nueva profesora de chino entra en su vida. Con precisión visual, Kim Bora teje una densa narrativa en torno a un verano normal que no deja nada intacto.

## Reparto
- Park Ji-hoo como Eun-hee.
- Kim Sae-byuk como Young-ji.
- Jung In-gi como el padre de Eun-hee.
- Lee Seung-yeon como la madre de Eun-hee.
- Park Soo-yeon como Soo-hee.
- Son Sang-yeon como Dae-hoon.
- Park Seo-yoon como Ji-sook.
- Jung Yoon-seo como Ji-wan.
- Seol Hye-in como Yoo-ri.
- Hyung Young-seon como el tío de Eun-hee.
- Gil Hae-yeon como la madre de Young-ji.
- Park Yoon-hee como un profesor.
- Son Yong-beom como Joon-tae.
- Ahn Jin-hyun como Min-ji.

## Producción
Según la guionista y directora Kim Bora, el título de la película está escogido por la relación que ella ve entre el colibrí y la protagonista. La historia está inspirada en sus recuerdos personales, y eligió la fecha de 1994 porque entonces era, como su personaje, una estudiante de secundaria, que quedó impresionada por el derrumbe del puente Seongsu, tal y como refleja la película. La escritora define esta como «una película de ficción basada en experiencias muy personales».
Sobre la música, la directora pidió al compositor Matija Strniša que hiciera una partitura de «música electrónica que tiene un estado de ánimo contemporáneo [...] de inspiración clásica».
La elección de la protagonista se demoró tres años hasta que tuvo lugar la audición de Park Ji-hoo, la cual llegó desde Daegu y no tenía aún agente; según Kim Bora, «cuando se trata de leer líneas y leer el subtexto entre líneas, los niños actores a menudo no pueden leer el subtexto, pero ella sí podía, y era muy inteligente. Tuve mucha suerte. Fue un encuentro dichoso».

## Estreno y taquilla
House of Hummingbird compitió en la sección New Currents del Festival Internacional de Cine de Busan de 2018, donde ganó el premio NETPAC y el premio del público KNN.
La película se estrenó en sala el 29 de agosto de 2019. Se proyectó en 145 salas para 147 796 espectadores, que dejaron una taquilla del equivalente a 1 006 974 dólares norteamericanos.

## Crítica
Elizabeth Kerr (The Hollywood Reporter) la describe como «un drama tranquilo y deliberado sobre la mayoría de edad [...] Sensible, bien observada e inquebrantablemente honesta, la película está destinada a una larga duración en festivales, y aunque algunos puntos de la trama son específicos de Corea del Sur, las emociones [...] resonarán en todas partes».
Tomris Laffly (Variety) la considera de excesiva duración y no cree que deje una poderosa huella emocional. Sin embargo, añade que «tiene un regusto conmovedor a través de la serena atención de Kim a los ritmos y detalles de la vida cotidiana», y que la directora «capta la fugaz realidad de la adolescencia femenina con simpatía, a través de una película decididamente nada caprichosa que tiene ideas sobre el funcionamiento tanto de la familia como de la sociedad».
Más positiva es la visión de Pierce Conran (ScreenAnarchy), que recuerda que es el debut de su directora, uno de los más sonados en el Festival de Busan de los últimos años y que permite augurarle un gran futuro en la escena surcoreana. Conran destaca no solo la «excelente dirección» de Kim Bo-ra, sino también el «excelente elenco», donde sobresale el trabajo de Park Ji-hoo, cuya «actuación es nada menos que una maravilla». Para Conran, «más allá de sus ideas, estructura audaz y reparto fuerte, la película también se destaca por su hermosa construcción».
David Ehrlich (IndieWire) describe así el filme: «sensible, vivida y fuerte en formas que una versión más contundente de esta historia nunca podría haber sido, el debut de Bo-ra esboza el retrato de una niña que se fortalece y aprende a ver la página en blanco de su vida como una oportunidad en vez de una sentencia de muerte».

## Premios y nominaciones
House of Hummingbird ha obtenido numerosas invitaciones a festivales, así como más de cincuenta premios y nominaciones.
| Premio                                                      | Categoría                                                                | Candidato                     | Resultado | Ref.        |
| ----------------------------------------------------------- | ------------------------------------------------------------------------ | ----------------------------- | --------- | ----------- |
| Asian Film Critics Association Awards                       | Mejor director novel                                                     | Kim Bora                      | Ganadora  |             |
| Beijing International Film Festival                         | Mejor película                                                           | House of Hummingbird          | Nominada  |             |
| Beijing International Film Festival                         | Mención especial                                                         | Kim Bora                      | Ganadora  |             |
| Bergen International Film Festival                          | Cinema Extraordinaire                                                    | Kim Bora                      | Ganadora  |             |
| 69.º Festival Internacional de Cine de Berlín               | Grand Prix of the Generation 14plus International Jury for the Best Film | House of Hummingbird          | Ganadora  |             |
| 69.º Festival Internacional de Cine de Berlín               | Crystal Bear for Generation 14plus - Mejor película                      | House of Hummingbird          | Nominada  |             |
| 69.º Festival Internacional de Cine de Berlín               | Teddy for Best Feature Film                                              | House of Hummingbird          | Nominada  |             |
| 23º Festival Internacional de Cine de Busan                 | Premio KNN                                                               | House of Hummingbird          | Ganadora  |             |
| 23º Festival Internacional de Cine de Busan                 | Premio NETPAC                                                            | House of Hummingbird          | Ganadora  |             |
| Heartland Film Festival                                     | Gran Premio                                                              | House of Hummingbird          | Ganadora  |             |
| Hong Kong Asian Film Festival                               | Premio New Talent                                                        | Kim Bora                      | Ganadora  |             |
| Festival de Cine de Jerusalén                               | Premio FIPRESCI                                                          | House of Hummingbird          | Ganadora  |             |
| Festival de Cine de Londres                                 | Sutherland Trophy                                                        | House of Hummingbird          | Nominada  |             |
| Molodist International Film Festival                        | Best Feature Film                                                        | House of Hummingbird          | Ganadora  |             |
| Molodist International Film Festival                        | Premio FIPRESCI                                                          | House of Hummingbird          | Ganadora  |             |
| Festival Internacional de Cine de Seattle                   | Gran premio del jurado                                                   | House of Hummingbird          | Ganadora  |             |
| Taipei Film Festival                                        | Gran Premio                                                              | Kim Bora                      | Nominada  |             |
| Taipei Film Festival                                        | Premio especial del jurado                                               | Kim Bora                      | Ganadora  |             |
| Transatlantyk Festival                                      | Transatlantyk Distribution Award for Section "New Cinema"                | Kim Bora                      | Nominada  |             |
| Festival de cine de Tribeca                                 | Best International Narrative Feature                                     | House of Hummingbird          | Ganadora  | [ 9 ] [ 9 ] |
| Festival de cine de Tribeca                                 | Mejor actriz                                                             | Park Ji-hoo                   | Ganadora  | [ 9 ] [ 9 ] |
| Festival de cine de Tribeca                                 | Mejor fotografía                                                         | Kang Gook-hyun                | Ganador   | [ 9 ] [ 9 ] |
| Malaysia International Film Festival (Golden Global Awards) | Mejor director                                                           | Kim Bora                      | Ganadora  |             |
| Malaysia International Film Festival (Golden Global Awards) | Mejor actriz de reparto                                                  | Kim Sae-byuk                  | Ganadora  |             |
| Malaysia International Film Festival (Golden Global Awards) | Mejor fotografía                                                         | Kang Gook-hyun                | Ganador   |             |
| Los Angeles Asian Pacific Film Festival                     | Best Narrative Feature                                                   | House of Hummingbird          | Ganadora  |             |
| Blue Dragon Film Awards                                     | Mejor película                                                           | House of Hummingbird          | Nominada  |             |
| Blue Dragon Film Awards                                     | Mejor actriz de reparto                                                  | Kim Sae-byuk                  | Nominada  |             |
| Blue Dragon Film Awards                                     | Mejor actriz revelación                                                  | Park Ji-hoo                   | Nominada  |             |
| Blue Dragon Film Awards                                     | Mejor director novel                                                     | Kim Bora                      | Nominada  |             |
| Blue Dragon Film Awards                                     | Mejor guion                                                              | Kim Bora                      | Ganadora  |             |
| Asia Pacific Screen Awards                                  | Mejor actriz                                                             | Park Ji-hoo                   | Nominada  |             |
| Korean Association of Film Critics Awards                   | Mejor actriz de reparto                                                  | Kim Sae-byuk                  | Ganadora  | [ 10 ]      |
| Korean Association of Film Critics Awards                   | Mejor director novel                                                     | Kim Bora                      | Ganadora  |             |
| Korean Association of Film Critics Awards                   | Premio FIPRESCI                                                          | Kim Bora                      | Ganadora  |             |
| Korean Association of Film Critics Awards                   | Mejor actriz revelación                                                  | Park Ji-hoo                   | Ganadora  |             |
| Korean Association of Film Critics Awards                   | Mejores 10 Filmes del Año                                                | House of Hummingbird          | Ganadora  |             |
| Director's Cut Awards                                       | Mejor director                                                           | Kim Bora                      | Nominada  |             |
| Director's Cut Awards                                       | Mejor actriz                                                             | Park Ji-hoo                   | Nominada  |             |
| Director's Cut Awards                                       | Mejor actriz revelación                                                  | Park Ji-hoo                   | Ganadora  |             |
| Director's Cut Awards                                       | Mejor director novel                                                     | Kim Bora                      | Ganadora  |             |
| Director's Cut Awards                                       | Mejor guion                                                              | Kim Bora                      | Nominada  |             |
| Busan Film Critics Awards                                   | Mejor fotografía                                                         | Kang Gook-hyun                | Ganador   |             |
| 56.º Grand Bell Awards                                      | Mejor película                                                           | House of Hummingbird          | Nominada  |             |
| 56.º Grand Bell Awards                                      | Mejor director                                                           | Kim Bora                      | Nominada  |             |
| 56.º Grand Bell Awards                                      | Mejor actriz de reparto                                                  | Kim Sae-byuk                  | Nominada  | [ 11 ]      |
| 56.º Grand Bell Awards                                      | Mejor actriz revelación                                                  | Park Ji-hoo                   | Nominada  |             |
| 56.º Grand Bell Awards                                      | Mejor director novel                                                     | Kim Bora                      | Ganadora  |             |
| 56.º Grand Bell Awards                                      | Mejor guion                                                              | Kim Bora                      | Nominada  |             |
| 56.º Grand Bell Awards                                      | Mejor fotografía                                                         | Kang Gook-hyun                | Nominado  |             |
| 56.º Grand Bell Awards                                      | Mejor música                                                             | Matija Strniša                | Nominado  |             |
| Cine 21 Awards                                              | Mejor película                                                           | House of Hummingbird          | 2º puesto |             |
| Cine 21 Awards                                              | Mejor director novel                                                     | Kim Bora                      | Ganadora  |             |
| Cine 21 Awards                                              | Mejor actriz revelación                                                  | Park Ji-hoo                   | Ganadora  |             |
| 2020 Chunsa Film Art Awards                                 | Mejor actriz de reparto                                                  | Kim Sae-byuk                  | Nominada  | [ 12 ]      |
| 2020 Chunsa Film Art Awards                                 | Mejor actriz revelación                                                  | Park Ji-hoo                   | Nominada  | [ 12 ]      |
| 2020 Chunsa Film Art Awards                                 | Mejor director novel                                                     | Kim Bora                      | Nominada  | [ 12 ]      |
| 2020 Chunsa Film Art Awards                                 | Mejor guion                                                              | Kim Bora                      | Nominada  | [ 12 ]      |
| 29º Buil Film Awards                                        | Mejor película                                                           | House of Hummingbird          | Ganadora  |             |
| 29º Buil Film Awards                                        | Mejor director                                                           | Kim Bora                      | Nominada  |             |
| 29º Buil Film Awards                                        | Mejor actriz de reparto                                                  | Kim Sae-byuk                  | Nominada  |             |
| 29º Buil Film Awards                                        | Mejor actriz revelación                                                  | Park Ji-hoo                   | Nominada  |             |
| 29º Buil Film Awards                                        | Mejor director novel                                                     | Kim Bora                      | Nominada  |             |
| 29º Buil Film Awards                                        | Mejor guion                                                              | Kim Bora                      | Ganadora  |             |
| 29º Buil Film Awards                                        | Mejor fotografía                                                         | Kang Gook-hyun                | Nominado  |             |
| 56.º Baeksang Arts Awards                                   | Mejor película                                                           | House of Hummingbird          | Nominada  |             |
| 56.º Baeksang Arts Awards                                   | Mejor director                                                           | Kim Bora                      | Ganadora  |             |
| 56.º Baeksang Arts Awards                                   | Mejor actriz de reparto                                                  | Kim Sae-byuk                  | Ganadora  | [ 13 ]      |
| 56.º Baeksang Arts Awards                                   | Mejor actriz revelación                                                  | Park Ji-hoo                   | Nominada  |             |
| 56.º Baeksang Arts Awards                                   | Mejor director novel                                                     | Kim Bora                      | Nominada  |             |
| 56.º Baeksang Arts Awards                                   | Mejor guion                                                              | Kim Bora                      | Nominada  |             |
| Wildflower Film Awards                                      | Gran Premio                                                              | Kim Bora                      | Nominada  |             |
| Wildflower Film Awards                                      | Mejor director                                                           | Kim Bora                      | Nominada  |             |
| Wildflower Film Awards                                      | Mejor actriz                                                             | Park Ji-hoo                   | Ganadora  |             |
| Wildflower Film Awards                                      | Mejor actriz de reparto                                                  | Kim Sae-byuk                  | Nominada  |             |
| Wildflower Film Awards                                      | Mejor actriz revelación                                                  | Park Ji-hoo                   | Nominada  |             |
| Wildflower Film Awards                                      | Mejor guion                                                              | Kim Bora                      | Nominada  |             |
| Wildflower Film Awards                                      | Mejor fotografía                                                         | Kang Gook-hyun                | Ganador   |             |
| Festival Internacional de Cine de Valencia, Cinema Jove     | Mejor director                                                           | Kim Bora                      | Ganadora  | [ 2 ]       |
| Festival Internacional de Cine de Valencia, Cinema Jove     | Premio Cima                                                              | House of Hummingbird          | Ganadora  | [ 2 ]       |
| Festival Internacional de Cine de Valencia, Cinema Jove     | Premio del Jurado Joven                                                  | House of Hummingbird          | Ganadora  | [ 2 ]       |
| Festival Internacional de Cine de Valencia, Cinema Jove     | Premio del Público                                                       | House of Hummingbird          | Ganadora  | [ 2 ]       |
| Korean Film Producers Association Awards                    | Mejor película                                                           | House of Hummingbird          | Ganadora  |             |
| Ale Kino! International Young Audience Film Festival        | Mejor película                                                           | House of Hummingbird          | Nominada  |             |
| Cyprus International Film Festival                          | Glocal Images                                                            | Kim Bora, Mass Ornament Films | Ganadora  |             |
| Heartland Film Festival                                     | Grand Prize for Best Narrative Feature                                   | House of Hummingbird          | Ganadora  |             |
| International Istanbul Film Festival                        | Golden Tulip                                                             | House of Hummingbird          | Ganadora  |             |
| Seoul Independent Film Festival                             | Mejor película                                                           | House of Hummingbird          | Ganadora  |             |
| Seoul Independent Film Festival                             | Committee Award                                                          | Kim Bora                      | Ganadora  |             |
| Washington West Film Festival                               | Best Feature Narrative Director                                          | Kim Bora                      | Ganadora  |             |
| Nikkan Sports Film Award                                    | Mejor película extranjera                                                | House of Hummingbird          | Ganadora  |             |
| Ljubljana LGBT Film Festival                                | Pink Dragon Jury Award                                                   | House of Hummingbird          | Ganadora  |             |